# Givi Nodia
Givi Nodia (Georgisch:  გივი ნოდია, Russisch:  Гиви Георгиевич Нодия) (Koetaisi, 2 januari 1948 - Tbilisi, 7 april 2005) was een Georgisch voetballer en trainer die als speler uitkwam voor de Sovjet-Unie. Zijn naam werd destijds ook meestal in het Russisch geschreven als Givi Nodija.

## Biografie
Givi begon zijn carrière bij Torpedo Koetaisi dat toen in de hoogste klasse van de Sovjet-competitie speelde. In 1967 maakte hij de overstap naar het grotere Dinamo Tbilisi. Met deze club werd hij vier keer derde en werd hij topschutter van de competitie in 1970. Hij beëindigde zijn carrière bij Lokomotiv Tbilisi.
Op 29 november 1967 maakte hij zijn debuut als international in een vriendschappelijke wedstrijd tegen Nederland. Hij speelde op het WK 1970 en was daar de eerste speler in de geschiedenis die een gele kaart kreeg op een WK en speelde daarna niet meer. Twee jaar later viel hij in op het halve finale van het EK 1972, waar de Sovjets de Hongaren versloeg. In de finale, die ze verloren werd hij niet ingezet.
Na zijn spelerscarrière werd hij trainer en kon met Dinamo Tbilisi ook nog landskampioen worden.